# یوزاس یاگلاویشیوس
یوزاس یاگلاویشیوس (انگلیسی: Juozas Jagelavičius; ۱۲ ژانویهٔ ۱۹۳۹ – ۱۷ ژوئن ۲۰۰۰) ورزشکار روئینگ اهل لیتوانی بود.
وی در مسابقات کشوری و بین‌المللی در مجموع برندهٔ ۲ مدال طلا، ۵ مدال نقره، ۱ مدال برنز شده‌است.